# Rohan James deVera

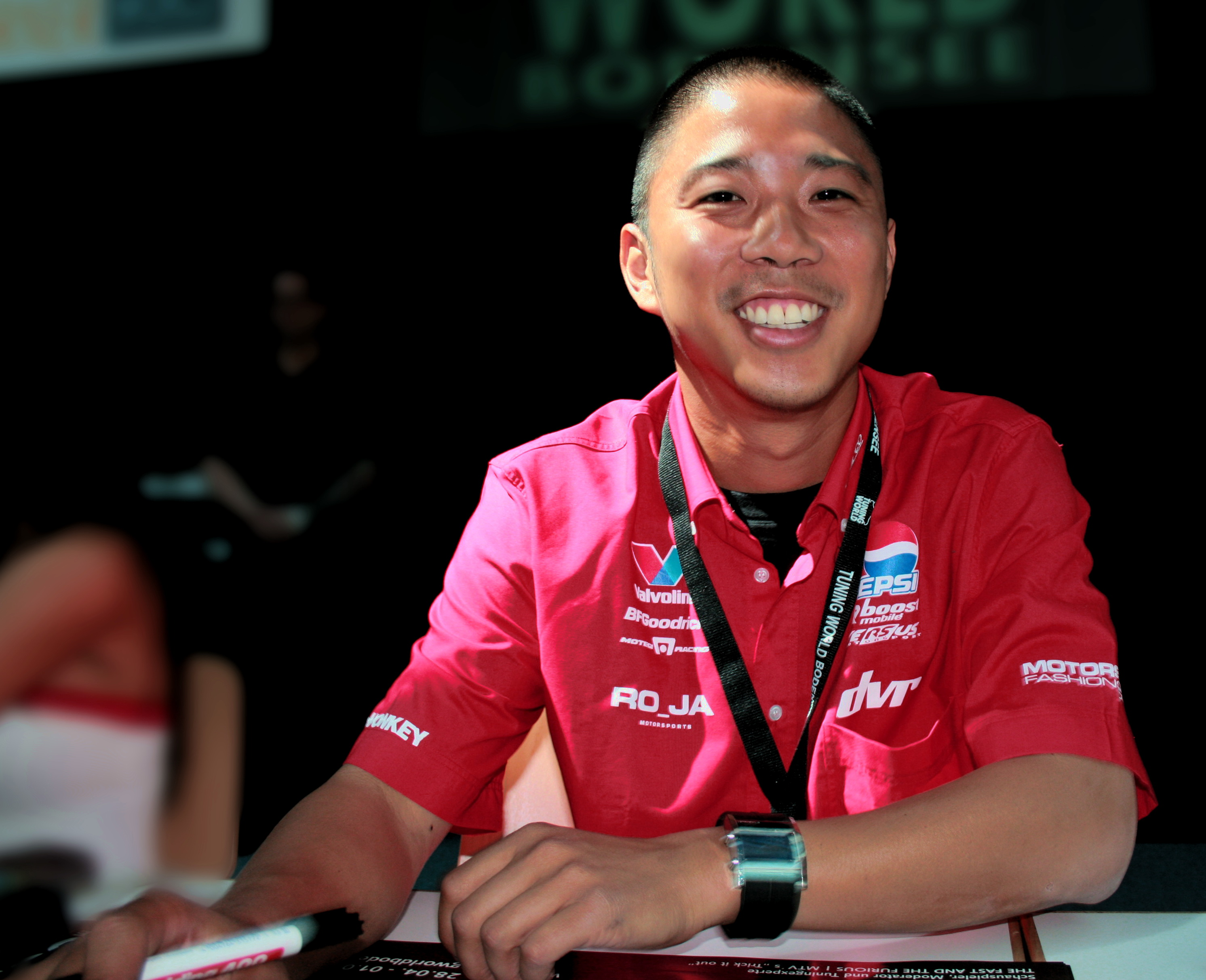
RJ deVera auf der Tuning World Bodensee 2007

Rohan James deVera (* 1. März 1977) ist ein amerikanischer Autotuner, DragRacer und Fernsehmoderator. Besser bekannt ist er unter dem Künstlernamen R. J. de Vera bzw. RJ de Vera.

## Leben
Rohan James deVera begann bereits mit 17 Jahren Fahrzeuge zu modifizieren und zu tunen. 1994 gründete er ein Einzelhandelsunternehmen und veranstaltete Fahrzeugwettbewerbe und Amateurrennen. RJ de Vera gewann zahlreiche Preise und geriet so in die Automobilindustrie, wo er als Zeitschriftenredakteur, Fotograf und Eventmanager arbeitete. Bis heute arbeitet er im Marketing und hat auch für namhafte Unternehmen Fahrzeuge gestaltet, die für Werbezwecke dienen.

## Trick It Out
Trick it Out ist eine Reality-Autotuningshow, die auf dem Sender MTV ausgestrahlt wird. Der Moderator der Sendung ist R.J. De Vera. In jeder Sendung stehen jeweils zwei Teams im Wettbewerb um das bessere Tuningresultat an identischen Fahrzeugen. Den Teams werden 15.000 Dollar sowie 14 Tage Zeit zur Verfügung gestellt um ihr Projekt abzuschließen.

## Filmografie
- 2001: The Fast and the Furious
- 2002: Import Car Revolution: Grip Video: Vol. 1[3]
- 2003: Street Fury: Inferno
- 2004: Full Throttle: The Cars, The Girls, The Scene
- 2004: Grip Video: Vol. 5
- 2005–: Trick It Out